# Кантоны департамента Дордонь
Дордо́нь (фр. Dordogne) — департамент на юго-западе Франции, один из департаментов региона Аквитания. Код INSEE — 24. Административный центр (префектура) — Перигё.

## Кантоны департамента до марта 2015 года
До марта 2015 года в департамент Дордонь входили 50 кантонов, составлявших 4 округа.

## Деление на кантоны с марта 2015 года
Новая норма административного деления, созданная декретом от 21 февраля 2014 года, вступила в силу на первых региональных (территориальных) выборах (новый тип выборов во Франции). Таким образом, единые территориальные выборы заменяют два вида голосования, существовавших до сих пор: региональные выборы и кантональные выборы (выборы генеральных советников). Первые выборы такого типа, на которых избирают одновременно и региональных советников (членов парламентов французских регионов) и генеральных советников (членов парламентов французских департаментов), состоялись в два тура 22 и 29 марта 2015 года. Эта дата официально считается датой создания новых кантонов и упразднения части старых. Начиная с этих выборов, советники избираются по смешанной системе (мажоритарной и пропорциональной). Избиратели каждого кантона выбирают Совет департамента (новое название генерального Совета): двух советников разного пола. Этот новый механизм голосования потребовал перераспределения коммун по кантонам, количество которых в департаменте уменьшилось вдвое с округлением итоговой величины вверх до нечётного числа в соответствии с условиями минимального порога, определённого статьёй 4 закона от 17 мая 2013 года. В результате пересмотра общее количество кантонов департамента Дордонь в 2015 году уменьшилось с 50 до 25.
С марта 2015 года в состав департамента Дордонь входят 25 кантонов, объединённых в 4 округа:
| Код INSEE    | Кантон                   | Французское название        | Бержерак            | Нонтрон | Перигё       | Сарла-ла-Канеда | Всего коммун        |
| ------------ | ------------------------ | --------------------------- | ------------------- | ------- | ------------ | --------------- | ------------------- |
| 2401         | Бержерак-1               | Bergerac-1                  | часть Бержерака     | —       | —            | —               | часть Бержерака     |
| 2402         | Бержерак-2               | Bergerac-2                  | 9 + часть Бержерака | —       | —            | —               | 9 + часть Бержерака |
| 2403         | Брантом                  | Brantôme                    | —                   | 23      | 19           | —               | 42                  |
| 2404         | Кулунье-Шамье            | Coulounieix-Chamiers        | —                   | —       | 4            | —               | 4                   |
| 2405         | От-Перигор-Нуар          | Haut-Périgord noir          | —                   | —       | 26           | 8               | 34                  |
| 2406         | Иль-Лу-Овезер            | Isle-Loue-Auvézère          | —                   | 9       | 22           | —               | 31                  |
| 2407         | Иль-Мануар               | Isle-Manoire                | —                   | —       | 12           | —               | 12                  |
| 2408         | Лаленд                   | Lalinde                     | 49                  | —       | —            | —               | 49                  |
| 2409         | Монпон-Менестероль       | Montpon-Ménestérol          | 1                   | —       | 18           | —               | 19                  |
| 2410         | Пеи-де-ла-Форс           | Pays de la Force            | 14                  | —       | —            | —               | 14                  |
| 2411         | Пеи-де-Монтень и Гюрсон  | Pays de Montaigne et Gurson | 20                  | —       | —            | —               | 20                  |
| 2412         | Ле-Перигор-сентраль      | Périgord central            | 22                  | —       | 16           | —               | 38                  |
| 2413         | Ле-Перигор-вер-нонтронне | Périgord vert nontronnais   | —                   | 28      | —            | —               | 28                  |
| 2414         | Перигё-1                 | Périgueux-1                 | —                   | —       | часть Перигё | —               | часть Перигё        |
| 2415         | Перигё-2                 | Périgueux-2                 | —                   | —       | часть Перигё | —               | часть Перигё        |
| 2416         | Риберак                  | Ribérac                     | —                   | —       | 35           | —               | 35                  |
| 2417         | Сент-Астье               | Saint-Astier                | —                   | —       | 11           | —               | 11                  |
| 2418         | Сарла-ла-Канеда          | Sarlat-la-Canéda            | —                   | —       | —            | 13              | 13                  |
| 2419         | Сюд-Бержеракуа           | Sud-Bergeracois             | 42                  | —       | —            | —               | 42                  |
| 2420         | Террасон-Лавильдьё       | Terrasson-Lavilledieu       | —                   | —       | —            | 28              | 28                  |
| 2421         | Тивье                    | Thiviers                    | —                   | 20      | 4            | —               | 24                  |
| 2422         | Трелисак                 | Trélissac                   | —                   | —       | 8            | —               | 8                   |
| 2423         | Валле-Дордонь            | Vallée Dordogne             | —                   | —       | —            | 47              | 47                  |
| 2424         | Валле-де-л’Иль           | Vallée de l’Isle            | 1                   | —       | 20           | —               | 21                  |
| 2425         | Валле-де-л’Ом            | Vallée de l’Homme           | —                   | —       | —            | 26              | 26                  |
| Всего коммун | Всего коммун             | Всего коммун                | 159                 | 80      | 196          | 122             | 557                 |